# Glenea cinerea
Glenea cinerea là một loài bọ cánh cứng trong họ Cerambycidae.